# The Last Time (песня The Rolling Stones)
«The Last Time» — песня британской рок-группы The Rolling Stones, записанная в 11-12 января 1965 года. Впервые выпущена на первой стороне сингла, изданного лейблом Decca Records в Великобритании и лейблом London Records в США, с композицией «Play with Fire» на второй стороне.
Композиция «The Last Time» поднялась до #1 в UK Singles Chart и #9 в Billboard Hot 100 и вошла в американское издание альбома Out of Our Heads (1965 год). Часто включалась в альбомы-сборники, начиная с первого сборника хитов группы Big Hits (High Tide and Green Grass) (1966 год).

## Участники записи
- Мик Джаггер — вокал, перкуссия
- Брайан Джонс — гитары
- Кит Ричардс — гитара, бас-гитара, бэк-вокал
- Билл Уаймен — бас-гитара
- Чарли Уоттс — ударные инструменты